# General (stopień w Wehrmachcie)
Generał (z dodatkiem rodzaju broni), niem. General (mit dem Zusatz der Waffengattung) – stopień wojskowy w korpusie generałów Wojsk Lądowych (Heer) i Sił Powietrznych (Luftwaffe) Sił Zbrojnych III Rzeszy.

Generał piechoty

Stopień generała występował z nazwą rodzaju wojska (broni) lub służby:
w Wojskach Lądowych:
- generał piechoty (General der Infanterie),
- generał kawalerii (General der Kavallerie),
- generał artylerii (General der Artillerie),
- generał wojsk pancernych (General der Panzertruppe),
- generał wojsk górskich (General der Gebirgstruppe),
- generał wojsk inżynieryjnych (General der Pioniere),
- generał wojsk łączności (General der Nachrichtentruppe),

w Siłach Powietrznych:
- generał lotnictwa (General der Flieger),
- generał wojsk spadochronowych (General der Fallschirmtruppe),
- generał artylerii przeciwlotniczej (General der Flakartillerie),
- generał lotniczej służby łączności (General der Nachrichtentruppe).

Stopień generała broni był wyższy od stopnia generała porucznika (Generalleutnant) i niższy od stopnia generała pułkownika (Generaloberst). W Marynarce Wojennej (niem. Kriegsmarine) stopniem równorzędnym był stopień admirała (niem. Admiral).
W Wojsku Polskim odpowiednikiem stopnia generała jest stopień generała broni.